# Puchar Świata w narciarstwie alpejskim 2002/2003
Sezon 2002/2003 Pucharu Świata w narciarstwie alpejskim rozpoczął się 26 października 2002 we austriackim Sölden, a zakończył 16 marca 2003 w norweskiej miejscowości Hafjell. Była to 37. edycja pucharowej rywalizacji. Rozegrano 33 konkurencje dla kobiet (6 zjazdów, 9 slalomów gigantów, 8 supergigantów, 9 slalomów specjalnych oraz 1 kombinację) i 37 konkurencji dla mężczyzn (11 zjazdów, 8 slalomów gigantów, 6 supergigantów, 10 slalomów specjalnych oraz 2 kombinacje).
Puchar Narodów (łącznie) zdobyła reprezentacja Austrii, wyprzedzając Szwajcarię i USA.

## Puchar Świata w narciarstwie alpejskim kobiet
Wśród kobiet najlepszą zawodniczką okazała się Chorwatka Janica Kostelić, która zdobyła 1570 punktów, wyprzedzając Włoszkę Karen Putzer i Szwedkę Anję Pärson.
W poszczególnych klasyfikacjach tryumfowały:
- Michaela Dorfmeister – zjazd
- Janica Kostelić – slalom
- Anja Pärson – slalom gigant
- Carole Montillet-Carles – supergigant
- Janica Kostelić – kombinacja

## Puchar Świata w narciarstwie alpejskim mężczyzn
Wśród mężczyzn najlepszym zawodnikiem okazał się Austriak Stephan Eberharter, który zdobył 1333 punkty, wyprzedzając Amerykanina Bode Millera i Norwega Kjetila André Aamodta.
W poszczególnych klasyfikacjach tryumfowali:
- Stephan Eberharter – zjazd
- Kalle Palander – slalom
- Michael von Grünigen – slalom gigant
- Stephan Eberharter – supergigant
- Bode Miller – kombinacja

## Puchar Narodów (kobiety + mężczyźni)
- 1.  Austria – 14376 pkt
- 2.  Szwajcaria – 5589 pkt
- 3.  Stany Zjednoczone – 4717 pkt
- 4.  Włochy – 4629 pkt
- 5.  Francja – 4142 pkt